# Manfred von Killinger
Manfred Freiherr von Killinger (ur. 14 lipca 1886 w Gut Lindigt bei Nossen, zm. 2 września 1944 w Bukareszcie) – niemiecki nazista, członek Organizacji Consul, współodpowiedzialny za zabójstwo Matthiasa Erzbergera.

## Życiorys
W czasie I wojny światowej służył w marynarce wojennej. Po 1918 zaangażował się w działalność Freikorpsów. Dosłużył się stopnia kapitana marynarki (niem. Kapitänleutnant). W 1927 wstąpił do NSDAP. Znalazł się w kierowniczym gronie SA.
Od 1929 do 1933 dowódca 1 Grupy SA, od 10 marca 1933 jako komisarz Rzeszy kierował rządem Saksonii. W latach 1936–1938 konsul generalny w San Francisco, 1940-1941 poseł na Słowacji, a następnie w Rumunii. Deputowany Reichstagu z okręgu wyborczego 28 (Drezno-Budziszyn) od 1932.
Popełnił samobójstwo, kiedy Armia Czerwona zajęła Rumunię i weszła do Bukaresztu.

## Odznaczenia
Odznaczenia Manfreda von Killingera to między innymi:
- Krzyż Żelazny I klasy
- Krzyż Fryderyka Augusta II klasy (Oldenburg)
- Kawaler I klasy Orderu Alberta z mieczami (Saksonia)